# Erich Weferling
Erich Weferling (* 28. Juni 1889 in Söllingen bei Braunschweig; † 10. August 1981) war ein deutscher Linguist.

## Leben
Weferling besuchte die Volksschule und absolvierte nach Selbststudium sein Abitur in Hannover. An der dortigen Technischen Universität sowie in Hamburg studierte Weferling einige Semester lang. Seine Berufslaufbahn führte ihn zunächst vom Versicherungsgeschäft zu redaktioneller Tätigkeit beim Hannoverschen Kurier und wurde durch den Ersten Weltkrieg unterbrochen; anschließend arbeitete Weferling als Finanzexperte in Industriebetrieben, ehe er 1954 pensioniert wurde. Die Teilnahme am Zweiten Weltkrieg blieb ihm aus Altersgründen erspart.
Der Schöpfer der Plansprache Intal lernte mit 18 Jahren Esperanto kennen. Er fand prinzipiellen Gefallen daran, suchte aber nach weiteren Vereinfachungen und befasste sich in der Folge mit Ido und Occidental, ehe er 1923 während des Ido-Weltkongresses in Kassel in einer 12-seitigen Broschüre sein Projekt Unesal-Interlingu vorstellte. 1925 (anderslautenden Angaben zufolge 1948) schuf Weferling Panskrit. Erst 1956 folgte Intal (die Abkürzung steht für International Auksiliari Lingue) in seiner ersten, 1964 in der zweiten, verbesserten Version.
Insgesamt veröffentlichte Weferling ca. 30 Werke resp. Ausgaben derselben, die er stets auf eigene Kosten verlegte. Im Alter von 87 Jahren schrieb er seine Memoiren unter dem Titel Ek le vive de un oldi interlinguistiker – auf Intal.

## Werke (Auswahl)
- Erich Weferling: Ek le vive de un oldi interlinguistiker. Selbstverlag, Braunschweig 1976.[1]